# جاكسون سينغ
جاكسون سينغ ثونوجام (21 يونيو 2001) هو لاعب كرة قدم هندي يلعب في صفوف نادي كيرلا بلاستيرز والمنتخب الهندي.

## روابط خارجية
- جاكسون سينغ على موقع إي إس بي إن إف سي (الإنجليزية)
- جاكسون سينغ على موقع قاعدة بيانات كرة القدم.إي يو (الإنجليزية)
- جاكسون سينغ على موقع ناشيونال فوتبول تيمز (الإنجليزية)
- جاكسون سينغ على موقع Soccerway.com (الإنجليزية)
- جاكسون سينغ على موقع عالم كرة القدم.نت (الإنجليزية)
- جاكسون سينغ على موقع GSA (الإنجليزية)